# Andechy
Andechy település Franciaországban, Somme megyében. Lakosainak száma 285 fő (2022. január 1.). Andechy Parvillers-le-Quesnoy, Damery, L’Échelle-Saint-Aurin, Erches, Guerbigny, Marquivillers és Villers-lès-Roye községekkel határos.

## Népesség
A település népességének változása:
| Lakosok száma | 260  | 256  | 263  | 269  | 274  | 279  | 283  | 281  | 285  |
|               | 2013 | 2015 | 2016 | 2017 | 2018 | 2019 | 2020 | 2021 | 2022 |